# X11算法
X11是一种算法，现在主要用于达世币之工作量证明。X11把11种密碼雜湊函數串联，按顺序把上一函数之哈希值传递至下一个函数，最后得出一个哈希结果。
X11包括以下11个函数，全部皆为NIST散列函数竞赛之参赛者：
1. BLAKE
2. Blue Midnight Wish[6][7]
3. Grøstl
4. JH（英语：JH (hash function)）
5. Keccak
6. Skein（英语：Skein (hash function)）
7. Luffa[8]
8. CubeHash
9. SHAvite-3[9]
10. SIMD（英语：SIMD (hash function)）
11. ECHO[10]

X11算法縱使包含大量函數，內存消耗量較大，但效率比起不少散列算法皆高。